# Limonia bilan
Limonia bilan är en tvåvingeart som beskrevs av Alexander 1931. Limonia bilan ingår i släktet Limonia och familjen småharkrankar. Inga underarter finns listade i Catalogue of Life.